# Borja Valero
Borja Valero Iglesias (* 18. června 1985 Madrid, Španělsko) je bývalý španělský fotbalový záložník a reprezentant, mimo jiné hráč týmů Villarrealu, Fiorentiny nebo Interu Milán.

## Životopis
Borja Valero začal s fotbalem v AD Villa Rosa. Ve dvanácti letech přešel do žákovského mužstva klubu Real Madrid. Po účasti v různých mládežnických kategoriích se v létě roku 2005 dostal do Realu Madrid Castilla, rezervního týmu Realu Madrid. V prvním týmu debutoval v Copa del Rey 25. října 2006 proti Écija Balompié. 6. prosince téhož roku nastoupil ve skupinovém utkání Ligy mistrů proti Dynamu Kyjev.
V létě roku 2007 přestoupil do RCD Mallorca a v roce 2008 do Premier League do West Bromwich Albion FC. Tam hrál jednu sezónu a poté se vrátil zpět do RCD Mallorca. V létě roku 2010 odešel do Villarreal CF.
Po sezóně 2020/21 ukončil ve 36 letech kariéru.

## Reprezentace
Borja Valero byl členem vítězné španělské reprezentace na Mistrovství Evropy ve fotbale hráčů do 19 let v roce 2004 a vstřelil rozhodující branku Turecku na 1:0 v prodloužení finále. 4. června 2011 debutoval v přátelskému utkání proti USA za A-tým.

## Úspěchy
- Mistr Evropy do 19 let, 2004

### Individuální
- Hráč roku ve Španělsku, 2010 (časopis Don Balón)
- Tým roku Serie A – 2012/13[4]